# 순창군의 국회의원

## 순창군의 역대 국회의원 일람
| 대수         | 이름           | 소속정당       | 임기                               | 선거구역                             |
| ------------ | -------------- | -------------- | ---------------------------------- | ------------------------------------ |
| 제1대        | 노일환(盧鎰煥) | 한국민주당     | 1948년 5월 31일 - 1950년 5월 30일  | 순창군 일원                          |
| 제2대        | 김정두(金正枓) | 무소속         | 1950년 5월 31일 - 1954년 5월 30일  | 순창군 일원                          |
| 제3대        | 임차주(林次周) | 자유당         | 1954년 5월 31일 - 1958년 5월 30일  | 순창군 일원                          |
| 제4대        | 임차주(林次周) | 자유당         | 1958년 5월 31일 - 1960년 7월 28일  | 순창군 일원                          |
| 제5대 민의원 | 홍영기(洪英基) | 민주당         | 1960년 7월 29일 - 1961년 5월 16일  | 순창군 일원                          |
| 제6대        | 한상준(韓相駿) | 민주공화당     | 1963년 12월 17일 - 1967년 6월 30일 | 임실군·순창군 일원                   |
| 제7대        | 한상준(韓相駿) | 민주공화당     | 1966년 7월 1일 - 1971년 6월 30일   | 임실군·순창군 일원                   |
| 제8대        | 이정우(李玎雨) | 민주공화당     | 1971년 7월 1일 - 1972년 10월 17일  | 임실군·순창군 일원(제7선거구)        |
| 제9대        | 손주항(孫周恒) | 무소속         | 1973년 3월 12일 - 1979년 3월 11일  | 임실군·남원군·순창군 일원(제4선거구) |
| 제9대        | 양해준(梁海焌) | 신민당         | 1973년 3월 12일 - 1979년 3월 11일  | 임실군·남원군·순창군 일원(제4선거구) |
| 제10대       | 설인수(薛仁洙) | 민주공화당     | 1979년 3월 12일 - 1980년 10월 27일 | 임실군·남원군·순창군 일원(제4선거구) |
| 제10대       | 손주항(孫周恒) | 무소속         | 1979년 3월 12일 - 1980년 7월 4일   | 임실군·남원군·순창군 일원(제4선거구) |
| 제11대       | 양창식(梁昶植) | 민주정의당     | 1981년 4월 11일 - 1985년 4월 10일  | 남원군·임실군·순창군 일원(제5선거구) |
| 제11대       | 이형배(李炯培) | 민주한국당     | 1981년 4월 11일 - 1985년 4월 10일  | 남원군·임실군·순창군 일원(제5선거구) |
| 제12대       | 양창식(梁昶植) | 민주정의당     | 1985년 4월 11일 - 1988년 5월 29일  | 남원시·임실군·남원군·순창군 일원     |
| 제12대       | 최용안(崔容安) | 한국국민당     | 1985년 4월 11일 - 1988년 5월 29일  | 남원시·임실군·남원군·순창군 일원     |
| 제13대       | 홍영기(洪英基) | 평화민주당     | 1988년 5월 30일 - 1992년 5월 29일  | 임실군·순창군 일원                   |
| 제14대       | 홍영기(洪英基) | 민주당         | 1992년 5월 30일 - 1996년 5월 29일  | 임실군·순창군 일원                   |
| 제15대       | 박정훈(朴正勳) | 새정치국민회의 | 1996년 5월 30일 - 2000년 5월 29일  | 임실군·순창군 일원                   |
| 제16대       | 이강래(李康來) | 무소속         | 2000년 5월 30일 - 2004년 5월 29일  | 남원시·순창군 일원                   |
| 제17대       | 이강래(李康來) | 열린우리당     | 2004년 5월 30일 - 2008년 5월 29일  | 남원시·순창군 일원                   |
| 제18대       | 이강래(李康來) | 통합민주당     | 2008년 5월 30일 - 2012년 5월 29일  | 남원시·순창군 일원                   |
| 제19대       | 강동원(姜東遠) | 통합진보당     | 2012년 5월 30일 - 2016년 5월 29일  | 남원시·순창군 일원                   |
| 제20대       | 이용호(李容鎬) | 국민의당       | 2016년 5월 30일 - 2020년 5월 29일  | 남원시·임실군·순창군 일원            |
| 제21대       | 이용호(李容鎬) | 무소속         | 2020년 5월 30일 - 2024년 5월 29일  | 남원시·임실군·순창군 일원            |
| 제22대       | 박희승(朴熙承) | 더불어민주당   | 2024년 5월 30일 ~                  | 남원시·장수군·임실군·순창군 일원     |

## 같이 보기
- 전주시의 국회의원
- 군산시의 국회의원
- 익산시의 국회의원
- 김제시의 국회의원
- 완주군의 국회의원
- 진안군의 국회의원
- 무주군의 국회의원
- 장수군의 국회의원
- 임실군의 국회의원
- 남원시의 국회의원
- 임실군·순창군
- 남원시·순창군
- 남원시·임실군·순창군
- 남원시·장수군·임실군·순창군